# Gut Bustedt
Das Gut Bustedt ist eine Landesburg der Grafschaft Ravensberg im Nordwesten von Hiddenhausen, Kreis Herford. Gut Bustedt ist Sitz des Biologiezentrums Bustedt.

## Geschichte
Das Gut wurde 1415 von Ritter Heinrich Ledebur als Wasserburg auf dem Besitz des Herforder Damenklosters erbaut. Da die Ländereien dem Stift gehörten, führte dies zu einer Fehde zwischen Ledebur und der Herforder Äbtissin. Ledebur musste nach der verlorenen Fehde auf Betreiben der Herforder Äbtissin 1419 das Gut verlassen. Die ursprüngliche Burg wurde von der Äbtissin abgerissen und neu aufgebaut, wurde zum Pfandobjekt und war danach lange mit dem Drosten der Grafschaft Ravensberg verbunden, allen voran die Familie Nagel, die Bustedt über 100 Jahre als Lehen hatte. Die Burg war danach auch lange Zeit Sitz des Amtes Enger. Die Burg fiel also de facto an die Grafen zu Ravensberg. Ab 1649 wurde die Burg von Rittmeister Wolf-Ernst Eller, Vertrauter des Großen Kurfürsten von Brandenburg und Kommandant der Sparrenburg, zum Wasserschloss umgebaut. Die Grafschaft Ravensberg war mittlerweile an Brandenburg-Preußen gefallen und Eller erhielt die Burg von den Preußen als Lohn für seinen Verrat der Stadt Herford an die Schweden im Dreißigjährigen Krieg. 1964 geriet das Gut Bustedt, das bis dato im Besitz der Familie von Eller, später Eller-Eberstein, war, in den Besitz des Amtes Hiddenhausen. Heutzutage wird im Gut biologisch geforscht, zudem machen Schulen aus ganz Bünde Tagesausflüge ins Gut um die Welt der Pflanzen und Tiere näher kennenzulernen.

## Bauwerke
Das Gut ist auf zwei Inseln angelegt, die Vor- und Hauptburg definieren. Auf der Hauptburg steht das Herrenhaus mit Wohnturm, das in den Jahren 1649 bis 1662 entstand. Auf der Vorburg, die über eine barocke Brücke zu erreichen ist, standen bis ins 19. Jahrhundert ein Kuh- und ein Bauhaus. Die Gräfte des Guts werden vom Brandbach gespeist. Als das Amt Hiddenhausen das Gut kaufte, wurden die landwirtschaftlichen Gutsflächen verkauft und 1980 zog schließlich ein Biologiezentrum in das Gut. Hier tauchen Schulklassen in die „Welt der Biologie“ ein, aber es wird auch biologisch geforscht.
Außerdem können sich Paare im Gut trauen lassen.

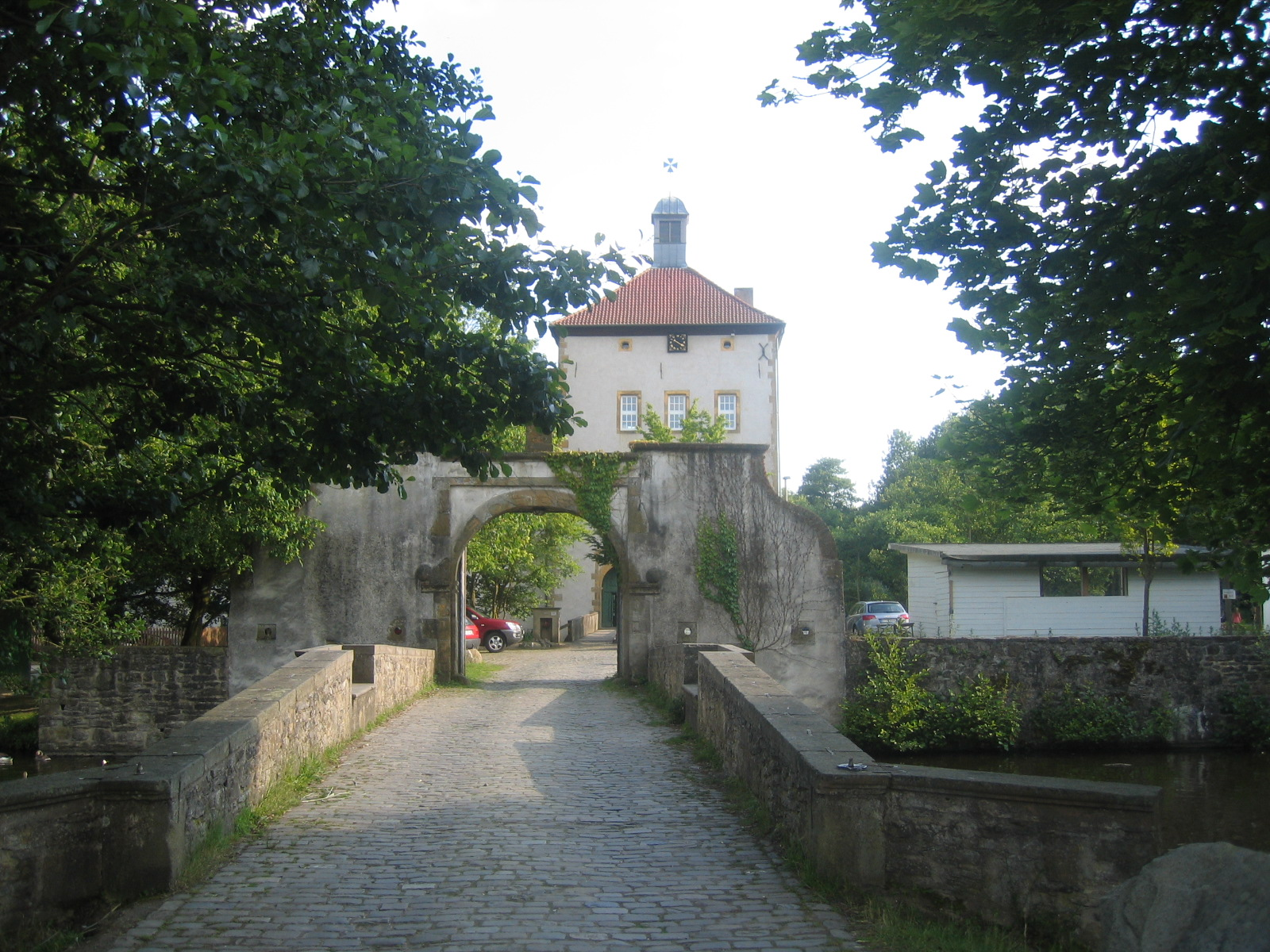
Gut Bustedt Eingangsportal
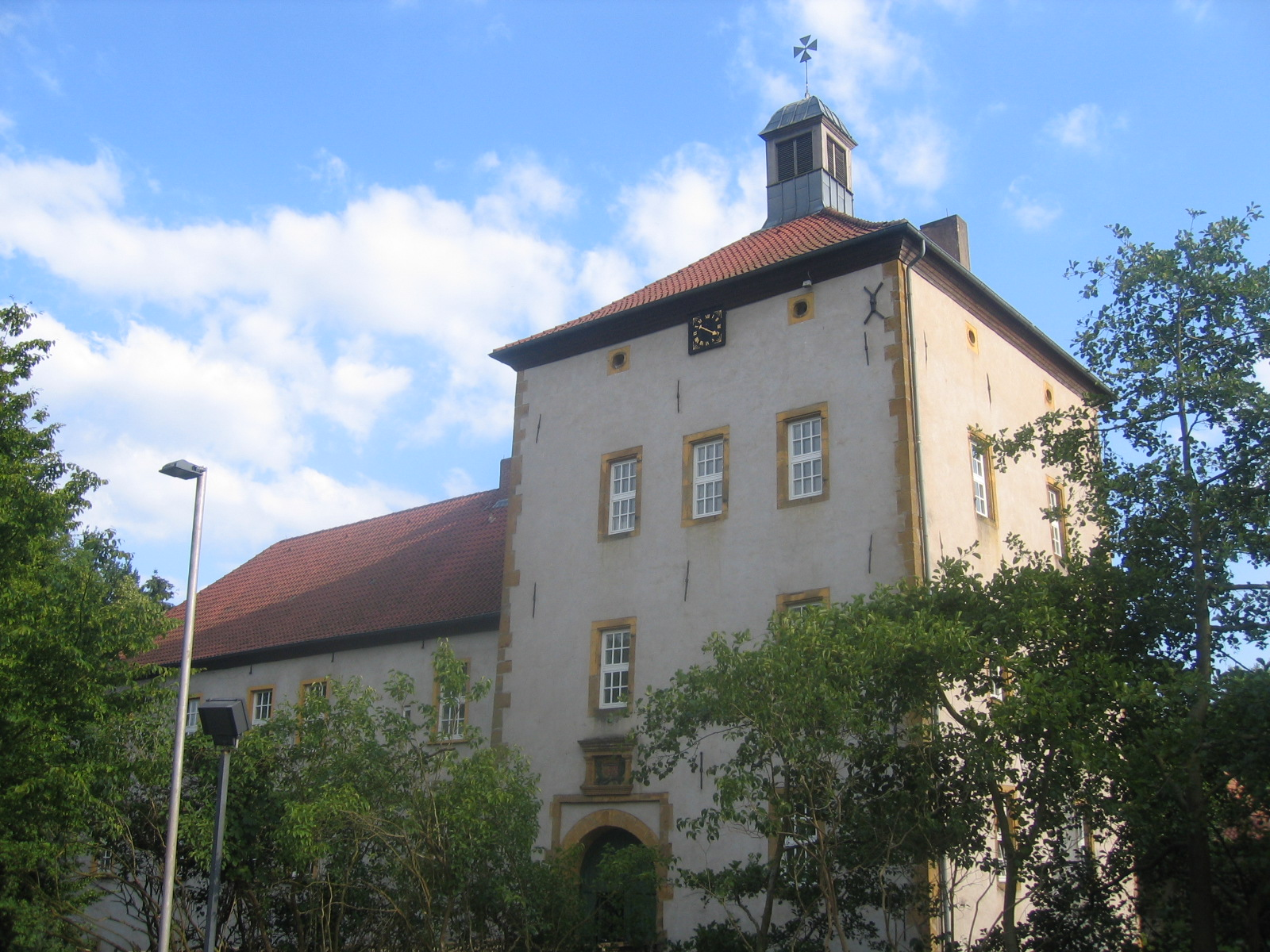
Gut Bustedt Herrenhaus mit Wohnturm
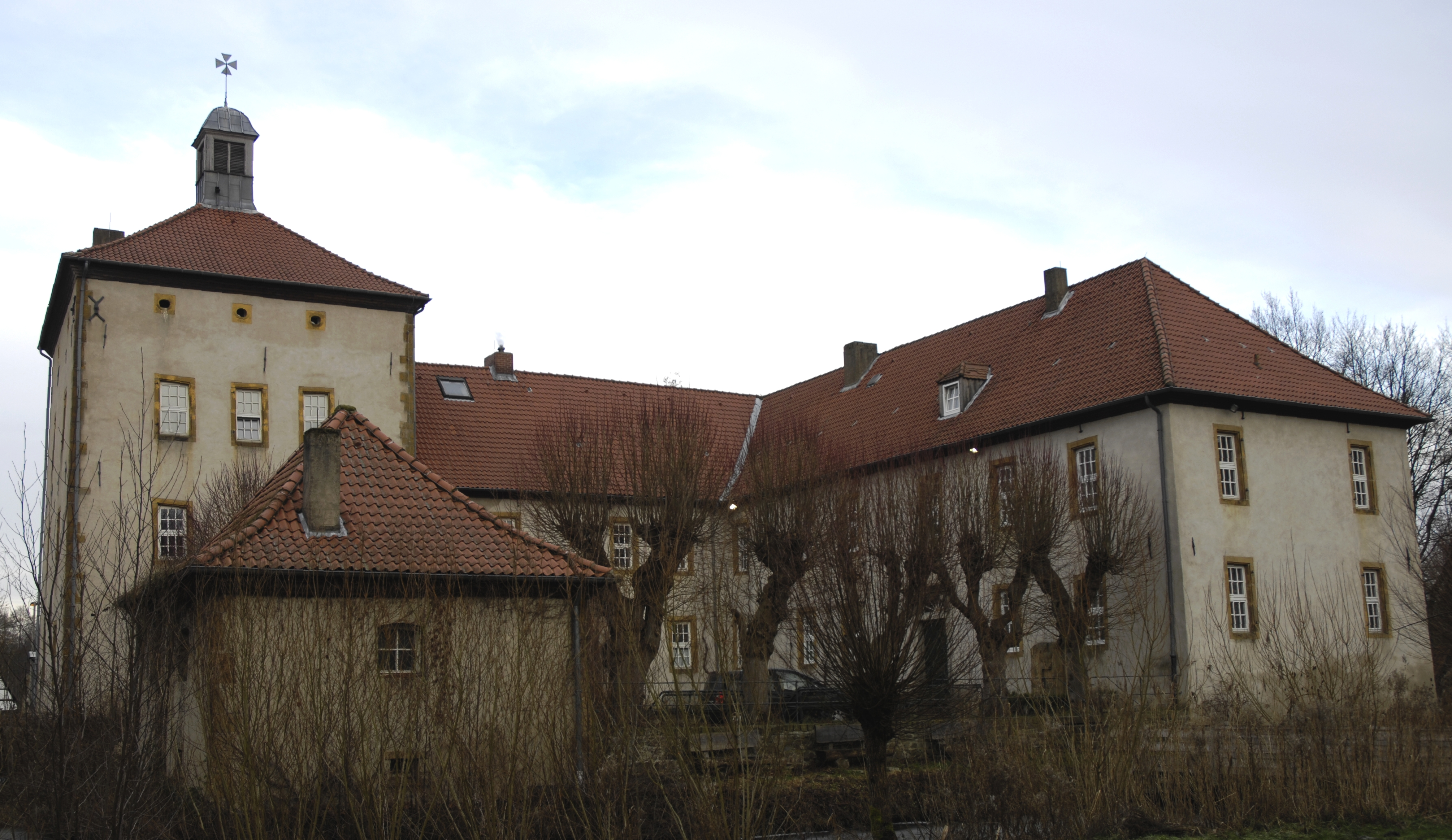
Gut Bustedt rückwärtige Ansicht
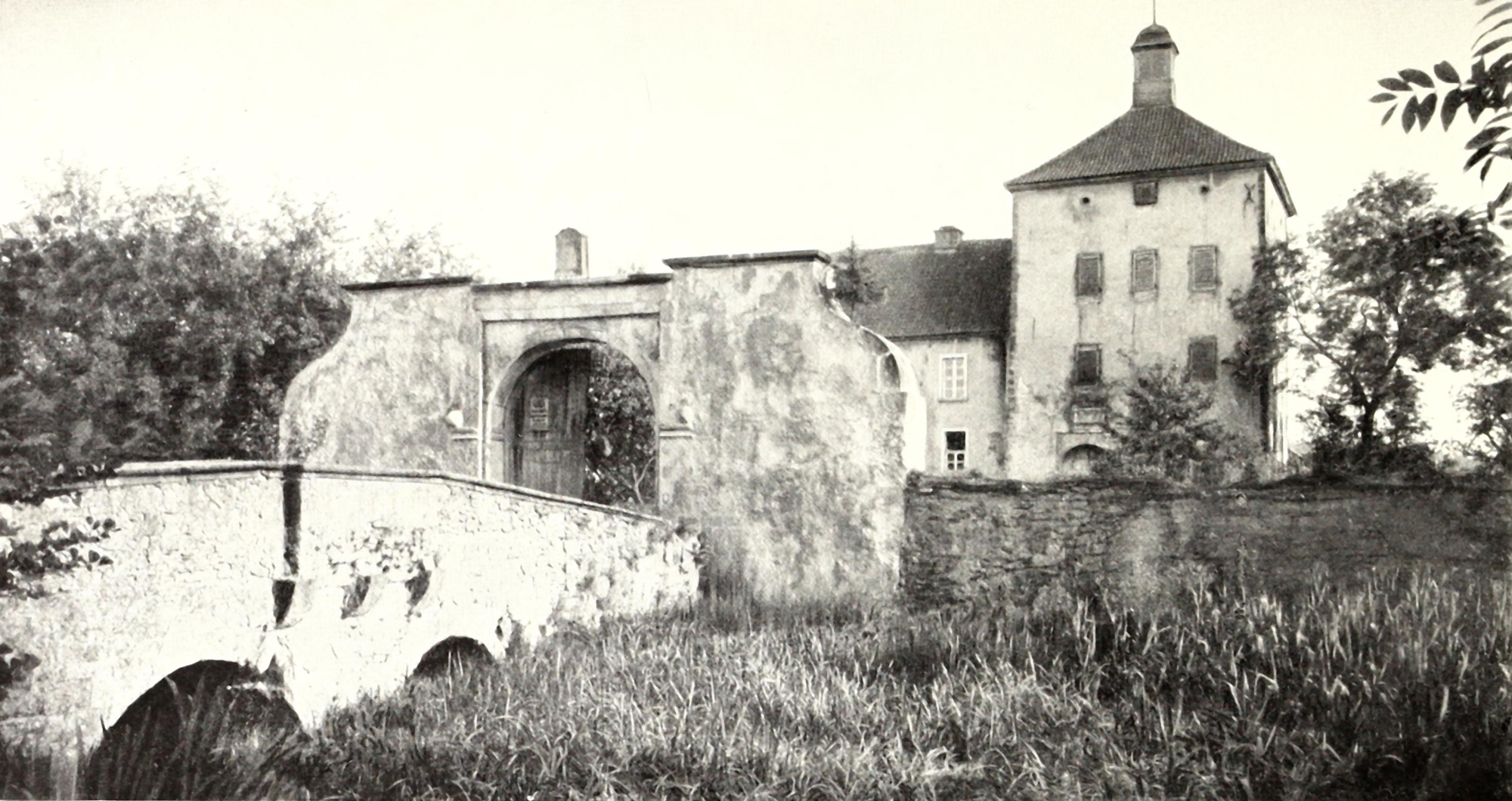
Gut Bustedt historische Ansicht (1905)

## Park
In der zweiten Hälfte des 18. Jahrhunderts wurde die Hausgräfte teilweise verfüllt und auf der so vergrößerten Insel zunächst Nutzgärten angelegt. Um 1820 wurde der Garten mit Ziergartenelementen ergänzt. Seit 1982 wurden um das Gut durch das Biologiezentrum Schulungsgärten, unter anderem ein Bauerngarten für den Biologieunterricht von Schülern angelegt.

## Ortsteil Bustedt
Bustedt ist auch der Name des Bünder Ortsteils, auf dessen Gebiet das Gut aber nicht mehr liegt. Bustedt gehörte aber bis 1968 als selbstständige Gemeinde zum Amt Hiddenhausen. Bei der Gebietsreform 1969 wurde das Gebiet des Guts Bustedt aus Bustedt herausgelöst und verblieb bei der neugeschaffenen Gemeinde Hiddenhausen.